# 알리아테스 2세
알리아테스 2세(Alyattes II, 그리스어: Αλυάττης Β')는 리디아의 왕 (619 BC - 560 BC)으로 리디아 제국의 실제 창건자였다. 그는 사디아테스의 아들로 메름나다에 가문이었다.
여러 해 동안 그는 밀레투스와의 전쟁을 계속하였는데 그 전쟁은 그의 아버지가 시작한 것이었다. 그러나 그는 메데스와 바빌로니아에 그의 주의를 돌려야 했다. 기원전 585년 메디아의 왕 키악사레스와의 할리스 전투에서 일식현상이 발생하고 평화조약이 체결되었다. 할리스는 경계가 되었다.
알리아테스는 킴메리아를 몰아냈고 여러 이오니아 도시를 얻었다. 이즈미르(스미르나)는 기원전 600년 약탈되었고 파괴되었다.
그는 주화의 무게를 표준화하였는데 메름나다에는 가문의 문장인 사자머리가 찍혀있었다. 왕위는 자신의 아들 크로이수스에 의해 계승되었는데, 딸 아리에니스는 아스티아게스의 황후가 되었다.
그의 무덤은 아직 사르디스의 북쪽 고원에 존재한다.